# Pygeum capitellatum
Pygeum capitellatum är en rosväxtart som beskrevs av Joseph Dalton Hooker. Pygeum capitellatum ingår i släktet Pygeum och familjen rosväxter. Inga underarter finns listade i Catalogue of Life.